# Choi Kyung-ju
Choi Kyung-ju (* 19. Mai 1970 in Wando, Südkorea) ist der international erfolgreichste männliche Profigolfer Südkoreas. Den meisten Golffreunden ist er besser bekannt unter der Namensbezeichnung K.J. Choi. Sein weibliches Pendant Pak Se-ri ist allerdings noch erfolgreicher.

## Werdegang
Choi startete seine Berufslaufbahn 1993 auf der regionalen Korea Golf Tour, bevor er sich der Asian Tour zuwandte, wo er 1996 seinen ersten Sieg bei der Korean Open feiern konnte. Er bespielte auch die Japan Golf Tour, auf der er 1999 zweimal erfolgreich war. Choi qualifizierte sich dann im selben Jahr, als erster Koreaner überhaupt, für die nordamerikanische PGA TOUR. Die erste Saison (2000) beendete er als 134. der Rangliste, sodass Choi sich erneut qualifizieren musste. Seit 2001 spielt er aber beständig auf dieser Tour und konnte 2002 den ersten Turniersieg, bei den Compaq Classic of New Orleans, verbuchen, dem er im selben Jahr einen weiteren, bei der Tampa Bay Classic folgen ließ. Im Jahr darauf siegte Choi auch auf der European Tour und holte sich den Titel beim Linde German Masters. Im Jahr 2007 erreichte er nach zwei Siegen, mehreren Topplatzierungen und einem Preisgeld von über 4,5 Mio. $ den fünften Platz in der Geldrangliste der PGA Tour.
Er spielte für sein Land im WGC-World Cup 2002, 2003 und 2005, und war im Internationalen Team des Presidents Cup 2003 und 2007 vertreten. Choi scheint unter den Top 50 der Golfweltrangliste auf.
Vor seiner Golfkarriere betrieb der Sohn eines Reisbauern wettkampfmäßig Gewichtheben und stemmte als 13-Jähriger schon 170 Kilogramm. Deshalb wird er in seiner Heimat auch „Tank“ (englisch für ‚Panzer‘) genannt. Er ist verheiratet, hat zwei Kinder und lebt in The Woodlands (Texas).

## Turniersiege
- 1995 Fantom Open (Südkorea)
- 1996 Korean Open (Asian Tour)
- 1997 Fantom Open, Astra Cup PGA Championship, Pocari Korea Times Open (alle Südkorea)
- 1999 Ube Kosan Open (Japan Golf Tour), Kirin Open (Japan Golf Tour), Kolon Korean Open (Asian Tour)
- 2002 Compaq Classic of New Orleans (PGA Tour),  Tampa Bay Classic presented by Buick (PGA Tour)
- 2003 Linde German Masters (European Tour), S.K. Telecom Open (Asian Tour)
- 2005 Chrysler Classic of Greensboro (PGA Tour), S.K. Telecom Open (Asian Tour)
- 2006 Chrysler Championship (PGA Tour)
- 2007 Memorial Tournament, AT&T National (beide PGA Tour)
- 2008 Sony Open (PGA Tour), LG Skins Game, S.K. Telecom Open (Korean Tour)
- 2009 Iskandar Johor Open (Asian Tour)
- 2011 Players Championship (PGA Tour), CJ Invitational (Asian Tour und Korean Tour)
- 2012 CJ Invitational (Asian Tour und Korean Tour)

## Resultate bei Major Championships
| Tournament        | 1998 | 1999 | 2000 | 2001 | 2002 | 2003 | 2004 | 2005 | 2006 | 2007 | 2008 | 2009 | 2010 | 2011 | 2012 |
| ----------------- | ---- | ---- | ---- | ---- | ---- | ---- | ---- | ---- | ---- | ---- | ---- | ---- | ---- | ---- | ---- |
| Masters           | DNP  | DNP  | DNP  | DNP  | DNP  | T15  | 3    | T33  | CUT  | T27  | 41   | CUT  | T4   | T8   | CUT  |
| US Open           | DNP  | DNP  | DNP  | CUT  | T30  | CUT  | T31  | T15  | CUT  | CUT  | CUT  | T47  | T47  | CUT  | T15  |
| Open Championship | CUT  | T49  | DNP  | DNP  | CUT  | T22  | T16  | T41  | CUT  | T8   | T16  | CUT  | CUT  | T44  | T39  |
| PGA Championship  | DNP  | DNP  | DNP  | T29  | CUT  | T69  | T6   | T40  | T7   | T12  | CUT  | T24  | T39  | T39  | T54  |

| Tournament        | 2013 | 2014 |
| ----------------- | ---- | ---- |
| Masters           | T46  | T34  |
| US Open           | T32  | DNP  |
| Open Championship | T44  | CUT  |
| PGA Championship  | T47  | CUT  |

DNP = nicht teilgenommen

CUT = Cut nicht geschafft

„T“ geteilte Platzierung

Grüner Hintergrund für Siege

Gelber Hintergrund für Top 10